# Mordellistenula anomala
Mordellistenula anomala es una especie de coleóptero de la familia Mordellidae.

## Distribución geográfica
Habita en la Francia continental y la península ibérica (España).